# Пирот (железопътна гара)
Железопътна гара Пирот (на сръбски: Железничка станица Пирот) е железопътна гара в град Пирот, Сърбия. През нея преминава жп линията Ниш – Цариброд на Сръбските железници. Разполага с 2 перона и 6 коловоза. Разположена е на бул. „Никола Пашич“.

## Галерия
- Гарата през 1908 г.
- Гарата през 2001 г.
- Входът към жп гарата през 2022 г.